# 高橋拓也 (シンガーソングライター)
高橋 拓也（たかはし たくや、1954年6月13日 -）は、日本のシンガーソングライター。
キャニオンからデビューし、1970年代末から1980年代初頭にかけてシングル3枚、アルバム2枚を発表するも、その後は活動の情報はない。

## ディスコグラフィー

### シングル
- 哀しみのフェスタ／六月の雨
  - 哀しみのフェスタ (作詞・作曲・編曲：高橋拓也、ストリングス編曲：戸塚修)
  - 六月の雨 (作詞・作曲・編曲：高橋拓也)
- SECRET SEASON／BLIND LETTER
  - SECRET SEASON (作詞：森田由美、作曲：高橋拓也、編曲：坂本龍一)
  - BLIND LETTER (作詞：森田由美、作曲：高橋拓也、編曲：坂本龍一)
- FANTASTIC LOVE IN WONDERLAND／ONENIGHT STAND
  - FANTASTIC LOVE IN WONDERLAND (作詞：森田由美、作曲：高橋拓也、編曲：戸塚修)
  - ONENIGHT STAND (作詞・作曲：高橋拓也、編曲：戸塚修)

### アルバム
- FEEL SO COOL（キャニオン・C25A0049・1979年）
  - ＜A面＞
    1. 想い出のBeach Side（高橋拓也作詞・作曲、高橋拓也・戸塚修編曲）
    2. 哀しみのフェスタ（高橋拓也作詞・作曲、高橋拓也・戸塚修編曲）
    3. さいごのこおりがとけるまで…（高橋拓也作詞・作曲、高橋拓也・戸塚修編曲）
    4. マダム・エイプリルのお嬢さん（高橋拓也作詞・作曲、高橋拓也編曲）
    5. Summer Windy in Hayama（高橋拓也作詞・作曲、高橋拓也編曲）

  - ＜B面＞
    1. LOVE GAME（高橋拓也作詞・作曲、高橋拓也・戸塚修編曲）
    2. 愛するひとよ（高橋拓也作詞・作曲、高橋拓也・戸塚修編曲）
    3. MRS.の貴女（きみ）に（高橋拓也作詞・作曲、高橋拓也編曲）
    4. 思い出PART 1（庄司陽子作詞、高橋拓也作曲、高橋拓也編曲）
    5. Midnight Blue（森田由美作詞、高橋拓也作曲、高橋拓也・戸塚修編曲）
    6. Lone Alone（高橋拓也作詞・作曲、高橋拓也・戸塚修編曲）

  - （注）戸塚修はSTRINGS編曲

- FANTASTIC LOVE IN WONDERLAND（キャニオン・C28A0120・1980年）
  - ＜A面＞
    1. COAST-LINE (作詞：高橋拓也、作曲：高橋拓也、編曲：戸塚修)
    2. NATURAL LIFE (作詞：森田由美、作曲：高橋拓也、編曲：戸塚修)
    3. 2度目のSUMMER STORY (作詞：森田由美、作曲：高橋拓也、編曲：戸塚修)
    4. SHADOW ON THE WALL(作詞：森田由美、作曲：高橋拓也、編曲：戸塚修)
    5. AKIYA-SUNSET (作詞：高橋拓也、作曲：高橋拓也、編曲：戸塚修)

  - ＜B面＞
    1. MY BENNY (作詞：高橋拓也、作曲：高橋拓也、編曲：戸塚修)
    2. FANTASTIC LOVE INWONDERLAND (作詞：森田由美、作曲：高橋拓也、編曲：戸塚修)
    3. 君はLETTUCE SALAD (作詞：高橋拓也、作曲：高橋拓也、編曲：高橋拓也)
    4. ONENIGHT STAND (作詞：高橋拓也、作曲：高橋拓也、編曲：戸塚修)
    5. 愛の歴史 (作詞：高橋拓也、作曲：高橋拓也、編曲：戸塚修)

## 提供曲
- 松木美和子　エピローグ（1978年のシングル、作詞：たかたかし、作曲：林哲司・高橋拓也、編曲：大谷和夫）
- 富沢聖子　コロニアル・ホテルの出来事（1984年7月20日発売のシングル、作詞：竜真知子、作曲：高橋拓也、編曲：萩田光雄）